# Ranunculus trichophyllus subsp. trichophyllus
Ranunculus trichophyllus subsp. trichophyllus é uma subespécie de planta com flor pertencente à família Ranunculaceae. 
A autoridade científica da subespécie é Chaix, tendo sido publicada em Pl. Vap. 31 (1785).

## Portugal
Trata-se de uma subespécie presente no território português, nomeadamente em Portugal Continental.
Em termos de naturalidade é nativa da região atrás indicada.

## Protecção
Não se encontra protegida por legislação portuguesa ou da Comunidade Europeia.